# Driver 2
Driver 2, Driver 2: Back on the Streets o Driver 2: The Wheelman is Back (lanzado como Driver 2 Advance para Game Boy Advance) es un videojuego de acción y conducción, la segunda entrega de la serie Driver. Fue desarrollado por Reflections Interactive y publicado por Infogrames.  El jugador asume el papel de un policía llamado Tanner, que ingresa al mundo criminal. Su tarea es formar una banda internacional.
El juego fue lanzado para PlayStation y Game Boy Advance en 2000 y 2002, respectivamente.
En 2000, el juego ganó el Blockbuster Award en la categoría de Favorite Video Game of the Year.

## Historia
El jugador asume el papel de un policía llamado Tanner, cuya tarea es luchar contra un grupo criminal, con Tobias Jones. Tanner dirige operaciones contra Solomon Caine, un jefe de pandillas en Chicago, y Alvar Vasquez, líder del inframundo de Río de Janeiro, cuyo protegido es Pink Lenny. Las bandas de Caine y Vasquez compiten entre sí. Después de completar la parte de la historia del juego, Tanner puede moverse por cuatro ciudades detalladas: Chicago y Las Vegas en los Estados Unidos, La Habana en Cuba y Río de Janeiro en Brasil.

## Jugabilidad
Hay un mundo tridimensional en Driver 2. El jugador puede salir (en la versión GBA no es posible) y cambiar de vehículo (en el juego hay turismos, autobuses, furgonetas, taxis, coches de policía, camionetas, camiones y camiones de bomberos). El juego contiene cuatro ciudades que constan de 38 misiones (30 misiones GBA), 10 para Chicago y Las Vegas en los Estados Unidos, 8 para La Habana, Cuba y 9 para Río de Janeiro, Brasil (en la versión GBA, se omitieron La Habana y Las Vegas); todos están disponibles en versiones diurnas y nocturnas. Hay cinco coches para elegir en cada ciudad. En Chicago, en el estadio de béisbol, se esconde un automóvil Buick negro y amarillo secreto, en La Habana en un laberinto subterráneo, un automóvil Mini, en Las Vegas en un garaje, un Custom Pick-up, en Río de Janeiro en los muelles, un Camión. Tanner puede sentarse en una silla a la mesa o sin ella. En Las Vegas, hay un garaje cerca de la casa con una cerca blanca y un camino de acceso, el jugador puede tocar el timbre, abrir y cerrar la puerta del garaje y estacionar el auto en ella. Hay transeúntes en el juego: el jugador no puede atropellarlos, los personajes siempre lograrán huir del automóvil del jugador o atravesarlo. Además del jugador, las calles de la ciudad son conducidas por otros conductores que obedecen las normas de tráfico y tienen inteligencia artificial. Hay caminos rectos y sinuosos en el juego, a diferencia de la primera parte, donde los caminos eran rectos y se cruzaban. El jugador es perseguido por la policía cuando supera el límite de velocidad, se mueve en la dirección equivocada, destruye el medio ambiente o los coches o intenta atropellar a las personas. Cuando los coches de policía se acercan lo suficiente, chocan contra el coche del jugador. Se organizan bloqueos policiales en las carreteras, incluidos coches de policía y policías que apuntan con un arma a Tanner. Algunos coches de policía y coches de policía utilizados en los bloqueos no están disponibles para el jugador, cuando el jugador se transfiere a un coche de policía estacionado, la policía lo busca. Mientras el jugador está siendo perseguido por la policía, no puede salir del coche. En algunas intersecciones u otras carreteras hay semáforos en funcionamiento. Cuando el personaje del jugador está fuera del vehículo y el jugador no está realizando ninguna acción, Tanner mira el reloj en su mano izquierda.
En la esquina inferior derecha, se muestra un pequeño mapa (el mapa completo está disponible en el menú durante el juego), que muestra la posición actual del jugador y las posiciones de los coches de policía. En la esquina superior izquierda hay dos indicadores: Damage y Felony, el primero es responsable de los daños al vehículo, el segundo de los delitos cometidos.
El juego contiene nueve canciones con licencia: incl. Blues cubano interpretado por Hound Dog Taylor.
De acuerdo con el acuerdo firmado entre Infogrames y Diesel, los personajes del juego están vestidos con ropa con licencia de esa empresa, el logotipo de la empresa se ha incluido en vallas publicitarias.
El juego está disponible en inglés completo, en Río de Janeiro y La Habana, el profesor usa español (subtítulos en otros idiomas).

### Modos de juego
El juego incluye seis modos de juego Undercover (modo historia), Take A Ride (la capacidad de conducir por ciudades desbloqueadas), Quick Chase (perseguir un automóvil seleccionado durante 1 minuto y 34 segundos), Quick Getaway (perder una persecución), Gate Racing (conducir a través de 100 puntos de control, por cada punto recorrido, el jugador obtiene un segundo hasta el tiempo de finalización), Trailblazer (el jugador debe destruir 100 conos designados, por cada cono, el jugador obtiene un segundo para el tiempo de finalización), Checkpoint (el jugador debe llegar a los cinco lugares marcados con una flecha y obtener el mejor tiempo posible), Survival (el jugador tiene que huir de la horda de coches de policía que lo persiguen), Multiplayer (cuando se juega en una pantalla dividida para dos jugadores en la versión de PS1, están disponibles los modos Take A Ride, Cops 'n' Robbers, Checkpoint y Capture the Flag. En la versión GBA, este modo puede ser jugado por cuatro jugadores, este modo ofrece varios minijuegos).

## Personajes
- Tanner - Un policía encubierto y el protagonista del videojuego.
- Tobias Jones - El socio de Tanner y también otro policía encubierto.
- Pink Lenny - El foco criminal principal, y el hombre que cada personaje del videojuego quiere encontrar. Es un antiguo gánster de Solomon Caine y se rumorea que trabaja para Vasquez.
- Solomon Caine - un gánsgter con un imperio nacional de propiedades.
- Jericho - El hombre del trabajo sucio de Caine, lugarteniente y guardaespaldas. Se le conoce por sus dos escopetas recortadas y la cazadora negra. Jericho es un personaje secundario en Driver 2 pero se convierte en el principal antagonista en la continuación, DRIV3R.
- Alvaro Vasquez - Un misterioso traficante brasileño de droga y rival de Caine.

## Ediciones
Driver 2 es el segundo juego de la serie Driver producido por Reflections Interactive. El productor Kirby Fong, el diseñador Martin Edmonson y el diseñador Craig Lawson participaron en el desarrollo del juego.
El 27 de septiembre de 2000, se informó que Infogrames había recibido una orden para liberar un millón de Driver 2 en los Estados Unidos.
El juego se promocionó en los Estados Unidos en las calles de Nueva York, Los Ángeles, San Francisco y Chicago.
El juego fue lanzado por primera vez por Infogrames para PlayStation en los Estados Unidos el 13 de noviembre de 2000, el 17 de noviembre del mismo año, el juego fue lanzado en Europa. El 4 y 22 de octubre de 2002, Atari lanzó el juego en Europa y Estados Unidos en Game Boy Advance.
El 18 de mayo de 2000, se reveló que el juego podría ser lanzado en la consola Dreamcast, el lanzamiento nunca tuvo lugar.
En 2001, el juego fue relanzado en los Estados Unidos en su edición Greatest Hits. En 2001, el juego fue lanzado en la edición Best of Infogrames in Europe. El 18 de mayo de 2001, el juego fue lanzado en Europa en la edición w/ Memory Card, el 5 de octubre, el juego fue relanzado en Europa en la edición Platinum. El 4 de diciembre de 2001, el juego fue lanzado en Europa en la Limited Edition. El 29 de enero de 2004, el juego fue lanzado por Atari en Europa en una compilación con la parte anterior, el 16 de marzo de 2004, la compilación fue lanzada por Infogrames en los Estados Unidos. El 30 de agosto de 2001, el juego fue lanzado en la edición King Size junto con el juego Anstoss Premier Manager.
El juego fue calificado como T - Teen por ESRB, 12+ por PEGI, 6 por USK y M - Mature por OFLC.

## Recepción

### Crítica
Driver 2 en la versión de PlayStation se encontró con reacciones mixtas de los revisores, alcanzando un promedio del 69,20% de las calificaciones máximas según el agregador de reseñas GameRankings. Tom Bramwell de Eurogamer elogió el hecho de que el juego presenta carreteras sinuosas y la capacidad de salir del automóvil, y las escenas de corte están filmadas profesionalmente con un comportamiento humano muy realista. Bramwell se refirió negativamente al comportamiento de las personas en el juego, donde debería ser lo más importante, la calidad de la imagen y su carga no es buena. Air Hendrix de GamePro declaró que, tras el éxito de la entrega anterior, los requisitos para Driver 2 son muy altos. También encontró que las colisiones eran demasiado nerviosas y que no había suficiente tiempo en las misiones; entre los aspectos positivos del juego incluyó las cinemáticas, modelos de conducción y música en cinemáticas. Ben Silverman de Game Revolution comentó positivamente sobre el tamaño de las ciudades y la posibilidad de cambiar el vehículo, pero evaluó negativamente los gráficos del juego, lo que lleva a un mal control y mal juego. Ryan Mac Donald de GameSpot dijo en una revisión que el juego es una gran continuación, contiene muchas características nuevas, nuevos tipos de misiones y ciudades, historia original, autos y su comportamiento y daño son realistas, el juego es inusual. Mac Donald escribió que los personajes y la ciudad después de hacer zum no están detallados, y el juego es lento a veces, pero esto no es un problema serio. Un crítico apodado jkdmedia de GameZone dijo que los gráficos y los sonidos están muy bien hechos, la conducción es fantástica, la edición de videos del juego es una gran cosa, Driver 2 es un gran juego. Según Doug Perry, el juego es una sombra del poder que ha desarrollado Driver, es un juego decepcionante.
Driver 2 Advance para Game Boy Advance también recibió reacciones mixtas de los revisores, alcanzando un promedio del 63,82% de las calificaciones máximas según el agregador de reseñas GameRankings. Star Dingo de GamePro dijo que Driver 2 es un juego técnicamente impresionante, las ciudades son enormes, los vehículos son fáciles de conducir y las 30 misiones son impresionantes, pero son tareas esenciales: conducir de A a B. Frank Provo de GameSpot en la revisión dice que es sorprendente que el juego se parezca tanto a la versión de PlayStation. Una de las características más interesantes del juego es la posibilidad de dejar el coche y hacerse cargo del siguiente. El radio de giro y el daño a algunos autos son patéticos. No hay suficiente variedad de música y efectos de sonido en el juego. Un crítico llamado Nix de IGN decidió que la versión GBA es menos emocionante que la versión PS1, pero aún refleja su estilo.

### Ventas
Después del lanzamiento del juego, las ventas se estimaron en 1.200.000 copias. El 6 de febrero de 2001, se anunció que se vendieron aproximadamente 1.100.000 copias en los Estados Unidos y más de 2.000.000 copias en todo el mundo.
Según VGChartz hasta el 18 de agosto de 2012 inclusive , se vendieron 4.730.000 copias de la versión para PlayStation del juego en todo el mundo, incluidas 2.360.000 copias en Norteamérica, 2.100.000 en Europa y 20.000 en Japón. En la versión de Game Boy Advance, al mismo tiempo se vendieron 250.000 copias en Norteamérica y 90.000 en Europa.
| Zona         | Ventas                         |
| ------------ | ------------------------------ |
| Norteamérica | - PS: 2.360.000 - GBA: 250.000 |
| Europa       | - PS: 2.100.000 - GBA: 90.000  |
| Japón        | - PS: 20.000                   |
| Mundo        | - PS: 4.730.000 - GBA: 340.000 |

### Premios
| Año  | Premio            | Categoría                       | Nominación |
| ---- | ----------------- | ------------------------------- | ---------- |
| 2000 | Blockbuster Award | Favorite Video Game of the Year | Videojuego |